# Pille

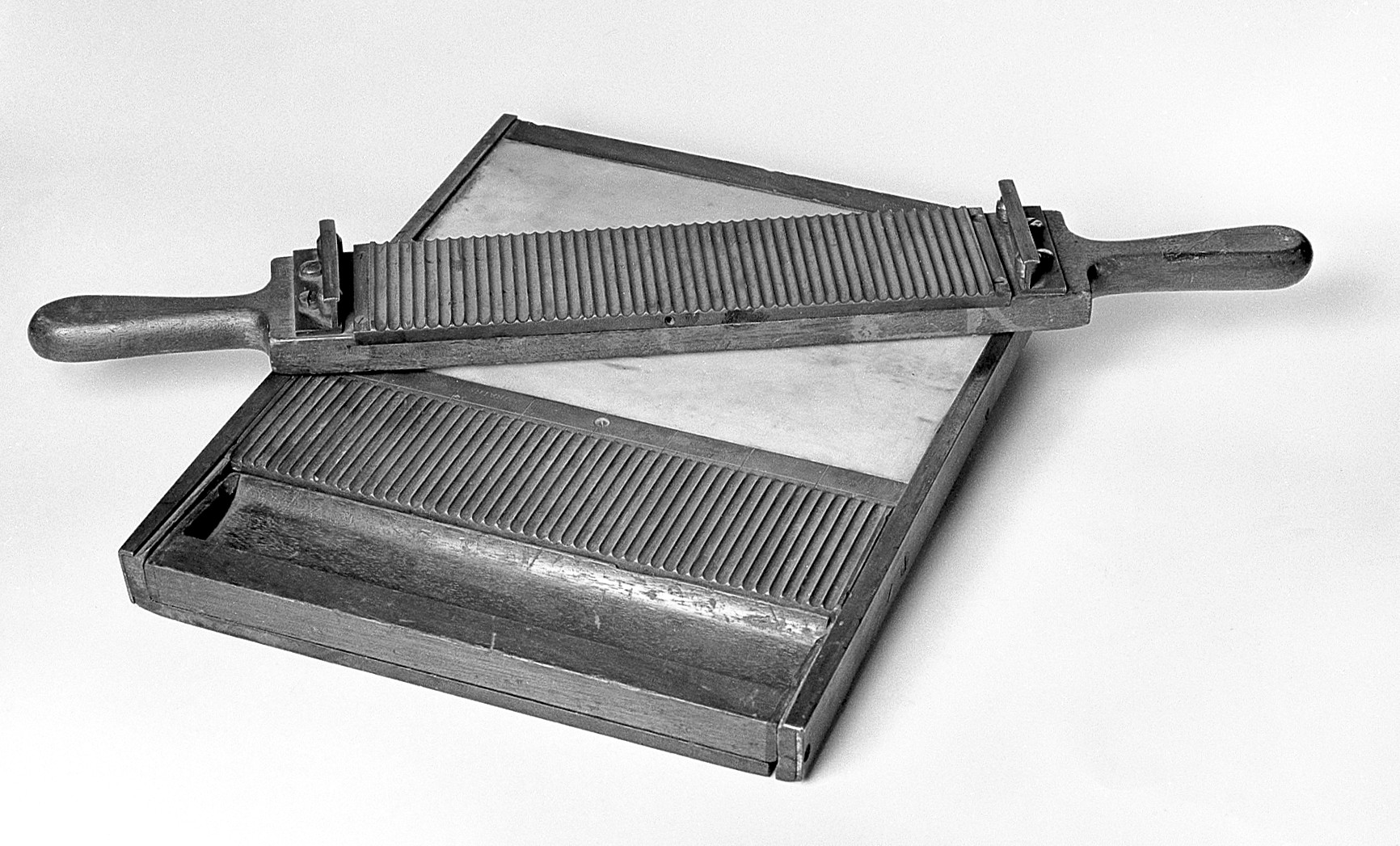
Dieterich’sche „Pillenmaschine“ (Pillenbrett, Pillenabschneider)

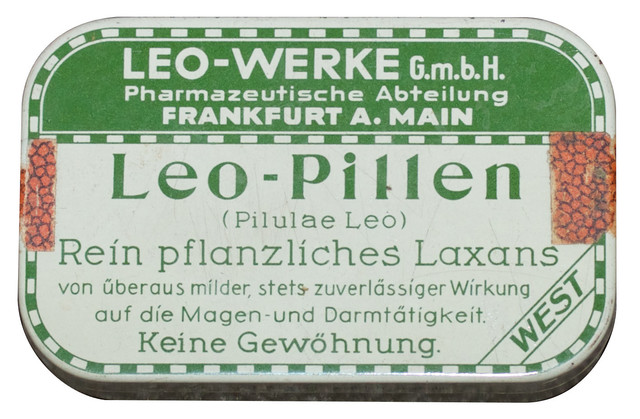
Bis in die 1960er Jahre wurden diese Pillen in Deutschland noch als Fertigarzneimittel verkauft.

Eine Pille (von lateinisch pillula bzw. pilula „Kügelchen“) ist eine Arzneiform in Kugelgestalt (zuweilen in Ei- oder Walzenform) zur oralen Einnahme, die mit einem Überzug versehen sein kann.
Pillen (lateinisch Pilulae), in der Antike beispielsweise durch Vermischung von Puder und Saft zubereitet und auch griechisch-lateinisch Cataputia genannt, werden hergestellt, indem aus dem gepulverten Wirkstoff, einem Füllmittel (z. B. Stärke), einem Bindemittel (z. B. Hefetrockenextrakt) und einem Anstoßmittel (z. B. Wasser, Glycerin) eine leicht knetbare, gut formbare, jedoch nicht klebende Masse hergestellt wird. Aus dieser Masse (Massa pilularum) werden auf einem Tabulier- oder Pillenbrett Stangen gerollt, die dann zerschnitten werden. Mit einem Trennmittel (z. B. Lycopodium) werden aus den zerschnitten Stangen dann Kügelchen geformt (daher „Pillendreher“). Dabei verhindert das Trennmittel das Zusammenkleben der einzelnen Pillen im Abgabegefäß. Zusätzlich können die Pillen mit Zuckersirup, Schokolade, Honig, Wachs, oder Blattgold überzogen werden.
Da die verwendeten Hilfsstoffe leicht zu einem Nährboden für Bakterien werden können und die Herstellungsweise recht zeitaufwendig ist, sind Pillen obsolet. Auch die Freisetzung des Wirkstoffes lässt sich nur schwer vorhersagen, da die Pillen nachhärten. Darüber hinaus ist auch die Dosierung ungenau, weshalb Pillen aus der Apothekenpraxis weitgehend verschwunden sind und durch Tabletten und Kapseln verdrängt wurden.
Das in der Bundesrepublik Deutschland bis 1968 gültige DAB 6 schrieb eine Masse von 0,1 bis 0,12 g und eine Zerfallszeit von maximal 45 Minuten für Pillen vor.
In der Umgangssprache bezeichnet man mit „Pille“ Arzneimittel aus festen Stoffen (in Pillen-, Dragée-, Tabletten- oder Kapselform).
Im Speziellen ist mit „der Pille“ ein Mittel zur hormonellen Empfängnisverhütung (Antibabypille) gemeint, wobei diese technologisch keine Pillen, sondern Dragées oder Filmtabletten sind.